# فرارکن خرگوش فرارکن (فیلم ۲۰۲۳)
فرار کن خرگوش فرارکن (به انگلیسی: Run Rabbit Run) یک فیلم ترسناک روان‌شناختی به کارگردانی داینا رید و نویسندگی  هانا کنت محصول ۲۰۲۳ استرالیا است.

## داستان
سارا مادری جوان و یک پزشک است که متوجه رفتارهای عجیب و غریب دخترش می شود و باید برای کمک به او و رهایی از این مشکل، با گذشته پنهانی خود روبرو شود و ...

## بازیگران
- سارا اسنوک در نقش سارا
- لیلی لاتوره در نقش میا
- دیمون هریمن در نقش پیتر
- گرتا اسکاچی در نقش جوآن